# Estibeaux
Estibeaux – miejscowość i gmina we Francji, w regionie Nowa Akwitania, w departamencie Landy.
Według danych na rok 1990 gminę zamieszkiwały 503 osoby, a gęstość zaludnienia wynosiła 30 osób/km² (wśród 2290 gmin Akwitanii Estibeaux plasuje się na 712. miejscu pod względem liczby ludności, natomiast pod względem powierzchni na miejscu 665.).